# 湖沼学
湖沼学（こしょうがく、英: limnology）とは、陸水学の一分野で、湖沼の様々な性質を総合的に研究することを目的とする科学である。その範囲は地理学、物理学、地形学、地質学、気象学、水理学、化学、熱学、光学、生物学、生態学などの他、歴史、航行、漁業にいたるまでとする。たとえば物理学的な研究は水位、水温、水色、透明度、静振、湖流などの研究が挙げられる。
Limnologyという言葉は本来湖沼学を指してきたが、1931年（昭和6年）に日本陸水学会が設立された際、訳語により広い意味を持つ陸水学と言う造語を充てたため、limnologyは狭義では湖沼学、広義では陸水学を指すと解釈されるようになった。

## 歴史
湖沼学の歴史は、スイスのフランソワ＝アルフォンス・フォーレルが先駆けであり、ドイツのアウグスト・ティーネマンとスウェーデンのアイナル・ナウマンによって総合湖沼学が体型づけられた。その後オーストリアのフランツ・ルットナーら多くの学者により世界中の湖沼が調査された。
日本における湖沼学の歴史は、田中阿歌麿が山中湖の測深をおこなった1899年（明治32年）を嚆矢とし、その後田中館秀三、宮地伝三郎、吉村信吉らにより、大いに飛躍した。第二次世界大戦後は、陸水学の他分野や地質学および自然地理学の影響を受けた。とりわけ第四紀学の影響を受け、第四紀の地殻変動や気候変動との関連の研究も行われた。